# Boomers! Parks

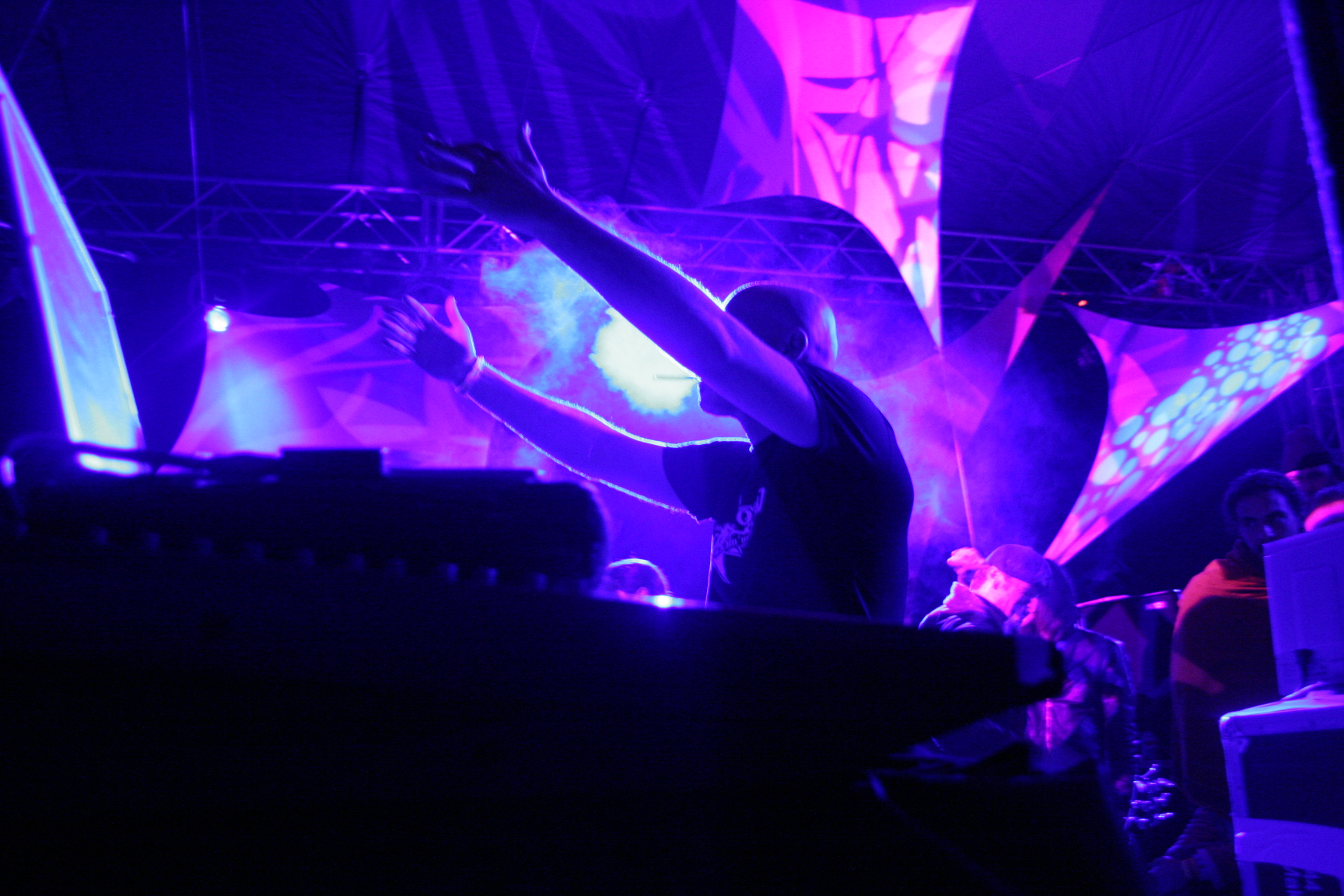
Spectacles musicaux

Boomers! Parks est une chaîne de parcs de loisirs en intérieur qui proposent des attractions tels que des carrousels, des manèges pour enfants, des restaurants, des jeux d'arcades, des spectacles musicaux, ... Parmi les activités extérieures proposées on trouve le minigolf, les bateaux tamponneurs, les courses de karting, des montagnes russes assises accessibles au plus jeunes entre autres.
Cette chaine de parc d'abord dirigée par Palace Entertainment est aujourd'hui gérée par Parques Reunidos.

## Localisation des parcs

### Californie
- Boomers! Bakersfield (également connu sous le nom Boomers)
- Boomers! El Cajon (également connu sous le nom El Cajon Family Fun Center)
- Boomers! Fountain Valley (également connu sous le nom Fountain Valley Family Fun Center)
- Boomers! Fresno (également connu sous le nom Camelot Park)
- Boomers! Irvine (également connu sous le nom Palace Park)
- Boomers! Livermore (également connu sous le nom Camelot Park)
- Boomers! Modesto (également connu sous le nom Camelot Park)
- Boomers! Palm Springs (également connu sous le nom Camelot Park)
- Boomers! San Diego (également connu sous le nom San Diego Family Fun Center)
- Boomers! Santa Maria (également connu sous le nom Camelot Park)
- Boomers! Upland (également connu sous le nom Upland Family Fun Center)
- Boomers! Vista (également connu sous le nom Vista Family Fun Center)

### Floride
- Boomers! Boca Raton (Le premier parc Boomers!)
- Boomers! Dania Beach (également connu sous le nom Grand Prix Race-O-Rama)

### New York
- Boomers! Medford (également connu sous le nom Bullwinkle's Family Food 'n Fun Park)